# Ocean Beach (San Francisco)

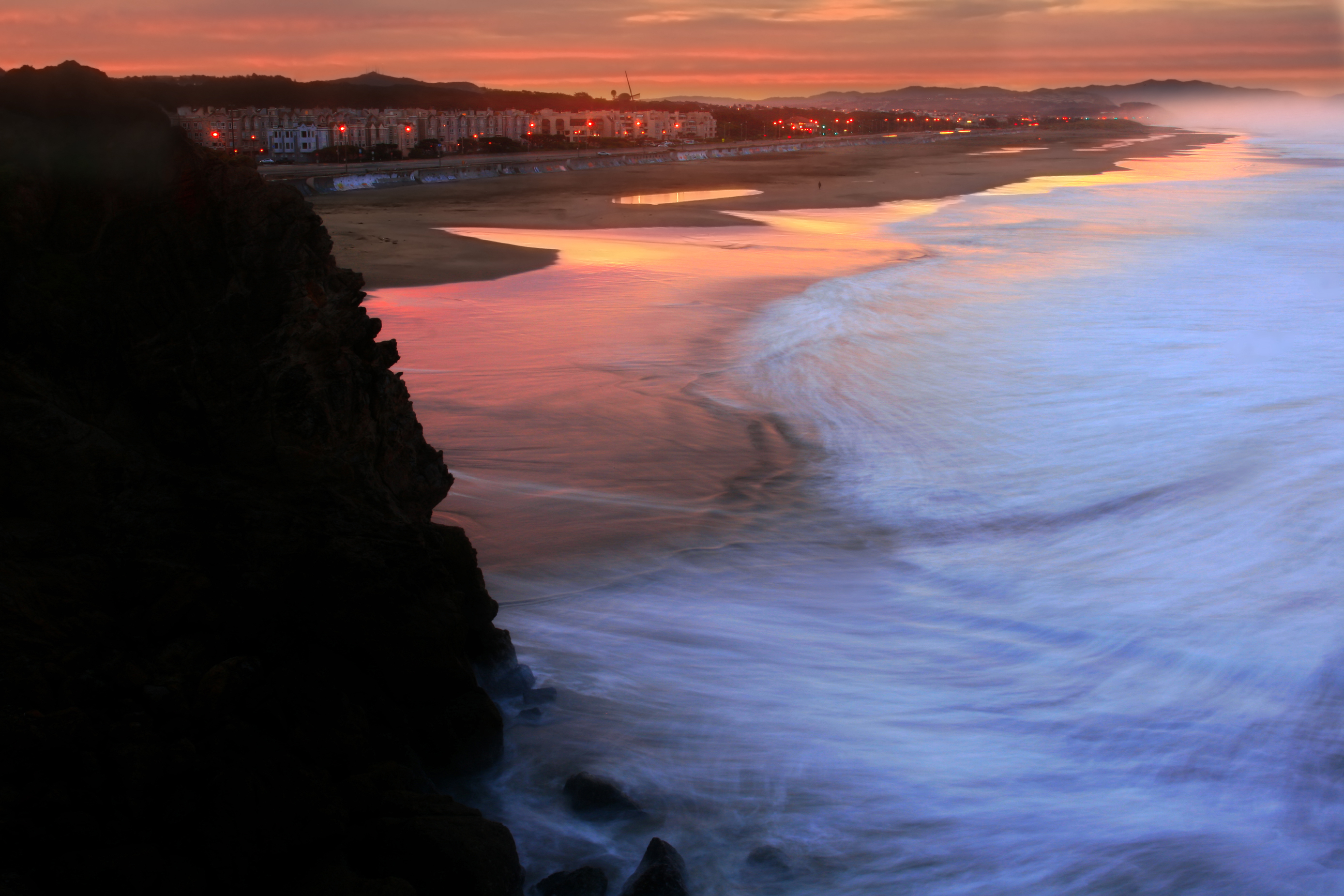
Ocean Beach bij zonsopkomst

Ocean Beach is een strand in de Amerikaanse staat Californië, aan de westkust van San Francisco, gelegen aan de Stille Oceaan. Het strand maakt deel uit van de Golden Gate National Recreation Area, dat onder de hoede van de National Park Service valt.
Het strand grenst aan het Golden Gate Park en de buurten Richmond District en Sunset District. De Great Highway loopt voor ongeveer 5,6 kilometer langs Ocean Beach.